# Sandra Neilson
Pour les articles homonymes, voir Neilson.
Sandra ("Sandy") Lynn Neilson, née le 20 mars 1956 à Burbank en Californie, est une ancienne nageuse américaine spécialiste des épreuves en nage libre. Âgée seulement de 16 ans, elle remporta trois médailles d'or lors des Jeux olympiques de Munich dont une sur 100 m nage libre. Elle participa à plusieurs records du monde avec les relais américains.

## Biographie
Âgé de 16 ans, Neilson disputa ses premiers et uniques Jeux Olympiques à Munich en 1972. Sur l'épreuve reine du 100 m nage libre, elle bat la détentrice du record du monde de la spécialité et favorite logique Shane Gould ainsi que sa compatriote Shirley Babashoff. Membre des relais 4 × 100 m nage libre et 4 × 100 m 4 nages, elle gagna deux nouvelles médailles d'or en établissant un record du monde lors des deux finales.
En 1986, l'ancienne nageuse est introduite au musée sportif de l'International Swimming Hall of Fame.

## Palmarès

### Jeux olympiques
- Jeux olympiques de 1972 à Munich (Allemagne de l'Ouest) :
  -  Médaille d'or sur le 100 m nage libre (58"59 en finale, record olympique).
  -  Médaille d'or avec le relais américain 4 × 100 m nage libre (3 min 55 s 19 en finale - record du monde).
  -  Médaille d'or avec le relais américain 4 × 100 m 4 nages (4 min 20 s 75 en finale - record du monde).

## Records
2 records du monde en grand bassin avec le relais américain 4 × 100 m nage libre :
- 3 min 58 s 11 (18 août 1972 - 30 août 1972).
- 3 min 55 s 19 (30 août 1972 - 8 septembre 1973).